# Francovka

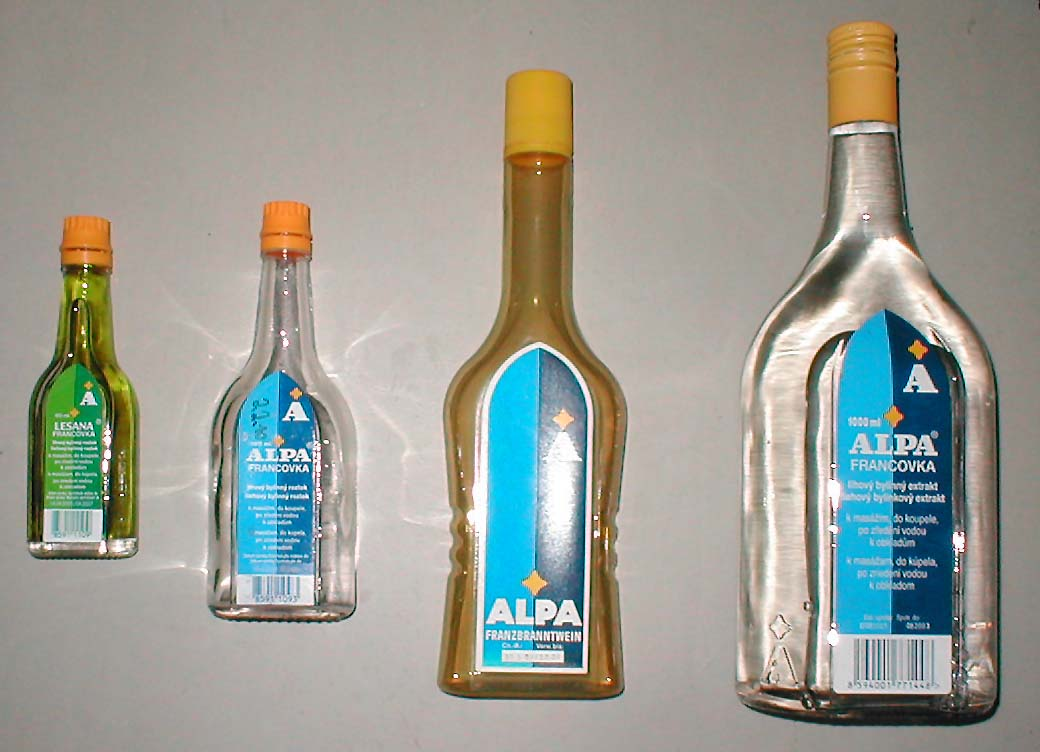
Láhve s francovkou Alpa: zelená (lesní) 60 ml, bezbarvá 160 ml, 400 ml a 1000 ml

Francovka (lat. spiritus vini gallici) je ethanolový roztok různých látek, zejména mentolu, kafru a různých bylinných extraktů a vonných přísad. Používá se hlavně zevně pro potírání a masáže těla, do koupelí a obkladů, ale i vnitřně inhalací nebo v kapkách. Zlepšuje prokrvení a může tak pomoci zejména při svalové únavě (po zátěži). Používání má ale i své negativní účinky. Alkohol obsažený ve francovce vysušuje kůži. Zejména u starších lidí, kteří mají často suchou kůži, se dlouhodobé používání nedoporučuje; při profesionální péči o seniory se nepoužívá.
Francovka se vyrábí v zelené a bezbarvé variantě. Hlavní výrobci bývali ve Francii (odtud název „francovka“), Španělsku a Portugalsku. V Česku se francovka vyrábí pod značkou Alpa.
Klasická čirá Alpa má dle etikety následující složení:
60% denaturovaný ethanol (denaturační činidlo neuvedeno), mentol, ethylacetát, ethylformiát, parfém, voda

## Historie

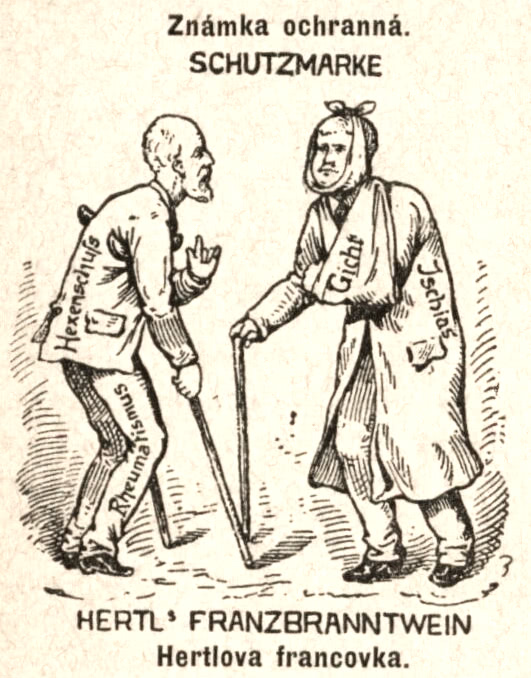
Reklama na francovku (1888)

Historie francovky údajně začíná počátkem 19. století, kdy francouzští (Napoleonovi) vojáci při opouštění Vídně zanechali lahve silného koňaku, který se ukázal být vhodný spíše jako mazání.
Ottův slovník naučný (9. díl z roku 1895) dokonce uvádí pod heslem francovka pouze odkaz na heslo koňak.
V období první republiky lze nalézt reklamy mnoha výrobců francovky, např. Alpa, Lví francovka, Sosna, Blanka, Diana, Marila, Elka, Karmelitka (fa Pála, Slaný), …
Dle nařízení z r. 1932 musel produkt s názvem francovka obsahovat minimálně 60 % lihu a 0,5 % hmotnostních mentholu (později upřesněno, že uvedená procenta lihu jsou objemová, v hmotnostních pak: 52,15 %).

### Zajímavosti
V roce 1940 byl souzen drogista Valenta za to, že vyráběl zdraví nebezpečnou francovku Ruva s methanolem.